# Siedliska (powiat zawierciański)
Siedliska – wieś w Polsce położona w województwie śląskim, w powiecie zawierciańskim, w gminie Szczekociny.
W latach 1975–1998 miejscowość należała administracyjnie do województwa częstochowskiego.
We wsi znajduje się park z XVIII w. oraz pałac z 1899 r.

## Nazwa
Miejscowość była wzmiankowana w formach Sedlisk (1381), Siedliska (1581). Jest to nazwa kulturalna wywodząca od słowa siedlisko ‘siedziba, dom, plac, na którym znajduje się siedziba włościańska’.